# Pajubá
O pajubá ou bajubá, originalmente, é um criptoleto constituído de termos oriundos de diversas línguas da África Ocidental (iorubá, umbundo, quicongo, jeje, fon), usados por descendentes de africanos escravizados praticantes de cultos afro-brasileiros, e de palavras da língua portuguesa alteradas e ressignificadas. A partir do século XX, os terreiros tornaram-se espaços de acolhimento para a comunidade LGBTQIA+ (lésbicas, gays, bissexuais, transexuais/transgênero/travestis, queer, intersexual, assexual, pansexual), que também passou a se utilizar de vocábulos de origem africana, adaptando-os a outros contextos.
Segundo Beniste, 'pajubá' (ou sua forma variante 'bajubá') é uma palavra da língua iorubá que significa 'mistério' ou 'segredo'. Falar em pajubá corresponde a "falar na língua do santo" ou "enrolar a língua" - locuções muito usadas pelo povo do santo quando se quer dizer alguma coisa de modo que outras pessoas não entendam.

## História
Criado de forma espontânea em regiões de forte presença africana no Brasil, o pajubá é produto da assimilação de africanismos de uso corrente, bem como de derivações, entrecruzamentos e ressignificação de palavras da língua portuguesa. Sendo incompreensível para forasteiros, passou a ser usado fora do ambiente dos terreiros, constituindo um código de comunicação entre travestis que posteriormente foi adotado por toda a comunidade LGBTQIA+. Durante o período da ditadura militar, falar pajubá tornou-se parte da estratégia de enfrentamento da repressão policial a que esses grupos eram submetidos e um recurso para despistar pessoas potencialmente hostis.
O pajubá pode ser considerado como um  criptoleto, um sistema linguístico usado pela população de travestis e pessoas transgênero, que foi - e ainda é - essencial como língua de resistência e enfrentamento à opressão social da repressão estatal, mas também como elemento constitutivo da identidade e sociabilidade desses grupos.

## Polêmica no Enem
Em 2018, o Exame Nacional do Ensino Médio (ENEM) utilizou o Pajubá como tema de uma das questões da prova de Linguagens, Códigos e suas Tecnologias. A situação provocou diversas críticas nos meios de comunicação, tendo um reforço maior com o comentário do então presidente eleito Jair Bolsonaro, que em entrevistas e nas suas redes sociais (Facebook e Twitter), disse que o atual ENEM não funciona e que não deveria incluir questões de gênero na pauta da prova. Em resposta, Maria Inês Fini, presidente do INEP, autarquia federal vinculada ao Ministério da Educação que prepara e realiza o ENEM, criticou a declaração e a interferência de Bolsonaro no exame, declarando que lamentava leituras equivocadas e que não é o Governo que manda no Enem. Uma das primeiras medidas do presidente, depois de tomar posse, foi exonerar Maria Inês do cargo, em janeiro de 2019.

## Exemplos de termos do Pajubá
O Diálogo de Bonecas, o primeiro dicionário de Pajubá/Bajubá, foi idealizado e lançado no Brasil em 1992. Com o tempo e a partir da repercussão no cenário cultural nacional de artistas travestis e transgênero, como MC Xuxu, Linn da Quebrada, Jup do Bairro, Majur e Mulher Pepita, entre outras, incluíram o criptoleto em suas canções. 
A seguir, alguns exemplos de palavras em pajubá:
- Adéfuntó - Homem homossexual que ainda não assumiu sua orientação sexual.
- Ajé - Pessoas falsas ou más.
- Alibã - Policial.
- Amapô - Mulher.
- Aqué/acué - Dinheiro.
- Aquendar - Pegar; entrar; não perder a oportunidade.
- Atender - Ficar com alguém.
- Babado - Fofoca; novidade; acontecimento.
- Bafão - Alguma forma de confusão.
- Barbie - Homem homossexual com físico "malhado" e aparência afeminada.
- Bofe - Homem.
- Cacura - Homem homossexual acima dos 40 anos de idade.
- Caminhoneira - Mulher homossexual com aparência mais masculinizada.
- Desaquendar - Parar; desistir; deixar de lado; ir embora.
- Destruidora - Gíria para dizer que a pessoa "arrasa" muito, que está fazendo algo muito bem.
- Equê - Mentira; enganação.
- Fazer a Alice - Ato de ser sonhadora.
- Fazer a egípcia - Ato de não expressar emoções no rosto; ato de fingir.
- Gongar - Falar mal.
- Neca - Pênis.
- Ocó - Homem.
- Picumã - Cabelo; peruca.
- Xoxar - Caçoar.